# Ядерное соглашение между Индией и США
Ядерное соглашение между Индией и США — так обычно называют двустороннее соглашение по ядерной кооперации между США и Республикой Индия. Основой этого соглашения послужило Совместное заявление премьер-министра Индии Манмохана Сингха и президента США Джорджа Буша которое гласило, что Индия согласна разделить свои военные и гражданские ядерные объекты и поместить гражданские ядерные объекты под гарантии МАГАТЭ в обмен на согласие Соединённых Штатов развернуть полномасштабную гражданскую ядерную кооперацию с Индией.
Согласно этому документу Индия получит возможность вести торговлю ядерными материалами и технологиями, несмотря на то, что она не является участником договора о нераспространении ядерного оружия (ДНЯО).
7 сентября 2008 года 45 стран-членов Группы ядерных поставщиков сняли запрет на поставки Индии ядерных материалов и технологий. 1 октября 2008 года Сенат США также одобрил данное соглашение.